# نيك سيرسي
نيك سيرسي (بالإنجليزية: Nick Searcy)‏ (و. 1959  م) هو مخرج أفلام، وممثل أفلام، وممثل مسرحي، وممثل تلفزي أمريكي.

## التعليم
تعلم في جامعة ولاية كارولينا الشمالية في تشابل هيل، وتعلم في كلية الفنون في جامعة كارولينا الشمالية ‏
.

## وصلات خارجية
- نيك سيرسي على موقع IMDb (الإنجليزية)
- نيك سيرسي على موقع ألو سيني (الفرنسية)
- نيك سيرسي على موقع أول موفي (الإنجليزية)
- نيك سيرسي على موقع قاعدة بيانات الأفلام السويدية (السويدية)
- نيك سيرسي على موقع إن إن دي بي (الإنجليزية)
- نيك سيرسي على موقع قاعدة بيانات الفيلم (الإنجليزية)
- نيك سيرسي على موقع كينوبويسك (الروسية)